# VfR Neumünster
VfR Neumünster is een voetbalvereniging uit Neumünster in de Duitse deelstaat Sleeswijk-Holstein. De club is opgericht in 1910. De thuiswedstrijden worden gespeeld in het stadion an der Geerdtsstraße, ten noordwesten van de stad, dat ruimte biedt aan 9.500 toeschouwers, maar waarin er om veiligheidsredenen niet meer dan 5.000 worden toegelaten. VfR Neumünster kende een succesperiode in de vijftiger jaren van de twintigste eeuw toen de club een aantal jaren uitkwam in de toenmalige Oberliga Nord, destijds een van de vijf hoogste klassen in het Duitse voetbal. In 2003/04 speelde de club voor het laatst in de Regionalliga (toen nog de derde klasse). In 2012 werd de club kampioen en promoveerde terug naar de Regionalliga, maar dit is nu nog maar de vierde klasse. In het eerste seizoen werd de club nog zesde, daarna ging het bergaf tot een degradatie volgde in 2015.

## Eindklasseringen vanaf 1964
| Seizoen | Competitie                          | Niveau | Eindstand | DFB Pokal | Opmerking                                                                                               |
| ------- | ----------------------------------- | ------ | --------- | --------- | --- |
| 1963/64 | Regionalliga Nord                   | II     | 10        | --        | |
| 1964/65 | Regionalliga Nord                   | II     | 16        | --        | |
| 1965/66 | 1. Amateurliga Schleswig-Holstein   | III    | 1         | --        | 4e in promotieserie met SC Sperber Hamburg, 1. FC Wolfsburg en TSR Olympia Wilhelmshaven                |
| 1966/67 | 1. Amateurliga Schleswig-Holstein   | III    | 7         | --        | |
| 1967/68 | 1. Amateurliga Schleswig-Holstein   | III    | 7         | --        | |
| 1968/69 | Landesliga Schleswig-Holstein       | III    | 13        | --        | |
| 1969/70 | Landesliga Schleswig-Holstein       | III    | 14        | --        | |
| 1970/71 | Landesliga Schleswig-Holstein       | III    | 13        | --        | |
| 1971/72 | Landesliga Schleswig-Holstein       | III    | 10        | --        | |
| 1972/73 | Landesliga Schleswig-Holstein       | III    | 12        | --        | |
| 1973/74 | Landesliga Schleswig-Holstein       | III    | 2         | --        | 5e in promotieserie B met 5 clubs                                                                       |
| 1974/75 | Landesliga Schleswig-Holstein       | IV     | 2         | --        | invoering Oberliga Nord                                                                                 |
| 1975/76 | Landesliga Schleswig-Holstein       | IV     | 1         | --        | 2e in promotiegroep A met Atlas Delmenhorst, TuS Lingen en Altona 93                                    |
| 1976/77 | Landesliga Schleswig-Holstein       | IV     | 4         | --        | |
| 1977/78 | Landesliga Schleswig-Holstein       | IV     | 2         | --        | 2e in promotiegroep B met Bremer SV, ASV Bergedorf 85 en VfL Germania Leer                              |
| 1978/79 | Verbandsliga Schleswig-Holstein     | IV     | 2         | --        | 2e in promotiegroep B. Play-off extra promotieplaats > SV Meppen: 1-4                                   |
| 1979/80 | Verbandsliga Schleswig-Holstein     | IV     | 1         | --        | 2e in promotiegroep A met Lüneburger SK, ASV Bergedorf 85 en TuS Celle                                  |
| 1980/81 | Verbandsliga Schleswig-Holstein     | IV     | 4         | --        | |
| 1981/82 | Verbandsliga Schleswig-Holstein     | IV     | 3         | --        | |
| 1982/83 | Verbandsliga Schleswig-Holstein     | IV     | 2         | --        | 4e in promotiegroep B met SV Lurup, Wolfenbütteler SV en Bremer SV                                      |
| 1983/84 | Verbandsliga Schleswig-Holstein     | IV     | 4         | --        | |
| 1984/85 | Verbandsliga Schleswig-Holstein     | IV     | 5         | --        | |
| 1985/86 | Verbandsliga Schleswig-Holstein     | IV     | 4         | --        | |
| 1986/87 | Verbandsliga Schleswig-Holstein     | IV     | 10        | --        | |
| 1987/88 | Verbandsliga Schleswig-Holstein     | IV     | 5         | --        | |
| 1988/89 | Verbandsliga Schleswig-Holstein     | IV     | 3         | --        | |
| 1989/90 | Verbandsliga Schleswig-Holstein     | IV     | 4         | --        | |
| 1990/91 | Verbandsliga Schleswig-Holstein     | IV     | 3         | --        | |
| 1991/92 | Verbandsliga Schleswig-Holstein     | IV     | 10        | --        | |
| 1992/93 | Verbandsliga Schleswig-Holstein     | IV     | 9         | --        | |
| 1993/94 | Verbandsliga Schleswig-Holstein     | IV     | 10        | --        | |
| 1994/95 | Verbandsliga Schleswig-Holstein     | V      | 2         | --        | herinvoering Regionalliga                                                                               |
| 1995/96 | Oberliga Hamburg/Schleswig-Holstein | IV     | 12        | --        | |
| 1996/97 | Oberliga Hamburg/Schleswig-Holstein | IV     | 10        | --        | |
| 1997/98 | Oberliga Hamburg/Schleswig-Holstein | IV     | 10        | --        | |
| 1998/99 | Oberliga Hamburg/Schleswig-Holstein | IV     | 14        | --        | |
| 1999/00 | Verbandsliga Schleswig-Holstein     | V      | 1         | --        | promotie play-off > ASV Bergedorf 85: 1-0 / 2-2                                                         |
| 2000/01 | Oberliga Hamburg/Schleswig-Holstein | IV     | 9         | --        | |
| 2001/02 | Oberliga Hamburg/Schleswig-Holstein | IV     | 5         | --        | |
| 2002/03 | Oberliga Hamburg/Schleswig-Holstein | IV     | 2         | --        | Promotie play-off > BSV Kickers Emden, 1-2 thuis/3-2 uit. Promotie o.b.v. meer gescoorde uitdoelpunten. |
| 2003/04 | Regionalliga Nord                   | III    | 18        | --        | Winnaar SHFV-Pokal > Itzehoer SV, 1-0                                                                   |
| 2004/05 | Oberliga Nord                       | IV     | 5         | 1e ronde  | < Hannover 96, 0-3                                                                                      |
| 2005/06 | Oberliga Nord                       | IV     | 14        | --        | |
| 2006/07 | Oberliga Nord                       | IV     | 11        | --        | Geen licentie meer vanwege faillissement-aanvraag                                                       |
| 2007/08 | Verbandsliga Schleswig-Holstein     | V      | 2         | --        | |
| 2008/09 | Schleswig-Holstein Liga             | V      | 2         | --        | |
| 2009/10 | Schleswig-Holstein Liga             | V      | 2         | --        | |
| 2010/11 | Schleswig-Holstein Liga             | V      | 1         | --        | ongeslagen kampioen; Geen licentie voor Regionalliga aangevraagd                                        |
| 2011/12 | Schleswig-Holstein Liga             | V      | 1         | --        | |
| 2012/13 | Regionalliga Nord                   | IV     | 6         | --        | Winnaar SHFV-Pokal > TSV Kropp, 1-0                                                                     |
| 2013/14 | Regionalliga Nord                   | IV     | 15        | 1e ronde  | < Hertha BSC, 2-3 n.v.                                                                                  |
| 2014/15 | Regionalliga Nord                   | IV     | 17        | --        | |
| 2015/16 | Schleswig-Holstein Liga             | V      | 10        | --        | |
| 2016/17 | Schleswig-Holstein Liga             | V      | 3         | --        | |
| 2017/18 | Oberliga Schleswig-Holstein         | V      | 11        | --        | |
| 2018/19 | Oberliga Schleswig-Holstein         | V      | 14        | --        | |
| 2019/20 | Landesliga Holstein                 | VI     | 5         | --        | competitie afgebroken i.v.m. coronapandemie                                                             |
| 2020/21 | Landesliga Holstein                 | VI     | --        | --        | competitie afgebroken i.v.m. coronapandemie. Er wordt geen stand opgemaakt.                             |
| 2021/22 | Landeliga Mitte                     | VI     | 3         | --        | |
| 2022/23 | Landeliga Mitte                     | VI     | 2         | --        | Winnaar promotie play-offs tegen TuS Rotenhof en Kaltenkirchener TS.                                    |
| 2023/24 | Oberliga Schleswig-Holstein         | V      | 9         |           | |
| 2024/25 | Oberliga Schleswig-Holstein         | V      | 11        | --        | |
| 2025/26 | Oberliga Schleswig-Holstein         | V      | .         | --        | |

## Bekende (oud-)spelers
- Aladji Barrie